# 325 a. C.
El año 325 a. C. fue un año del calendario romano prejuliano. En el Imperio romano se conocía como el Año del Consulado de Camilo y Esceva (o menos frecuentemente, año 429 Ab urbe condita).

## Acontecimientos

### Imperio macedonio
- Alejandro Magno abandona la India y nombra a su oficial, Pitón, hijo de Agenor, como sátrapa de la región alrededor del Indo.
- A finales de año, el ejército de Alejandro alcanza Persépolis, mientras que su armada, bajo Nearco, alcanza Susa aproximadamente en la misma época.

### Roma
- Ley Paetelia Papira que daba valor probatorio a los registros contables, con solo la anotación del nombre del deudor, con su consentimiento en el Codex el acreedor se consideraba realizada la operación y tenía validez dicha deuda.

### Sudamérica
- La cultura Tumaco trabaja el oro, mientras que las cultura Calima y Quimbaya adoptan la orfebrería.

### Resto del Mundo
- El científico griego Piteas comanda una expedición que zarpa de Massalia (Marsella), pasa Gibraltar, continúa hacia el Norte por las costas de Portugal, España y Francia, cruza el canal de la Mancha hasta Cornualles y prosigue por la costa oeste de Bretaña.[1]

## Nacimientos
- Euclides, matemático y geómetra griego. (fecha aproximada)

## Arte y literatura
- Aristóteles escribe Ta Ethika sobre la virtud y el carácter moral (fecha aproximada).